# Premi TINET de narrativa curta per Internet
El Premi TINET de narrativa curta per Internet és un guardó literari atorgat en el marc dels Premis Literaris Ciutat de Tarragona. Va ser convocat per primera vegada l'any 1997 amb el nom de "l Premi de narrativa curta Tinet (Tarragona Internet)", impulsat per la Fundació Ciutat de Tarragona.

## Guanyadors
- 1997: Manuel Rivera Moral per L'estiu d'Ulisses.[2]
- 1998: Antonio Magaña Nieto per L'angoixa del retratista.[2]
- 1999: Sergi Escolano Pérez per Biografia.[2]
- 2000: Xavier Virgili Abelló per Vittorio.[2]
- 2001: David Yeste Muñoz per El flegmó.[2]
- 2002: Josep Camós Guijosa per El talent de les amebes.[2]
- 2003: Joan Martí Linares per Quin remei![2]
- 2004: Enric Alfonso Xaruba per Petons amb llengua.[2]
- 2005: Lluís Olivan Sibat per Dos germans asimètrics.[2]
- 2006: Dora S. Farnós i Rovira per Sopa instantània.[2]
- 2007: Raquel Casas Agustí per Que no torni.[2]
- 2008: Ramon Vernet per Atracament.[2]
- 2009: Àngela Buj per Monsieur Binoix.[2]
- 2010: Laia Alsina per El matí.[2]
- 2011-2012: Xavi Ballester per Ous ferrats.[2]
- 2012-2013: Vicent Enric Belda per Vi bo.[3]
- 2013-2014: Pau Berenguer Soriano per Cosins llunyans.[4]
- 2014-2015: Nela Miralles i Puyol per Els noms de les vaques.[5]
- 2015-2016: Guillem Latorre Toral per Found footage.[6]
- 2016-2017: Amanda Bassa González per Obsessió.[7]
- 2017-2018: Maria Victòria Lovaina i Ruiz per Cara de peix.[8]
- 2018-2019: Xavier Mas Craviotto per Geografies de l'absència.[9]
- 2019-2020: Eloy Martínez Simón per Els Nigrants.[10]
- 2020-2021: Montserrat Morera Escarré per Escut.[11]
- 2021-2022: Jordi Diu Rubio per Les filles de la nit.[12]
- 2022-2023: Antoni Heitzmann per El primer lloc del món.[13]
- 2023-2024: Ramon Macià Codina per Enlairament.[14]
- 2024-2025: Toritaka Tokumei, per l’obra Ets tu.[15]